# 赤城号列车
“赤城”（日语： Akagi */?）是东日本旅客铁道（JR东日本）来往于新宿站・上野站和熊谷站・本庄站・高崎站・前桥站之间的特急列車。该列车经由山手线、东北本线、高崎线、上越线和两毛线运行。

## 概要
1950年，“赤城”号作为快速列车 (日本)在上野站和桐生站・小山站之间开行，经由高崎线和两毛线运行。1960年时，改为上野站和前桥站之间每日运行的临时准急列车，1961年变更为定期列车。1966年，“赤城”号升级为急行列车，与急行“榛名”（はるな）号合并运行，每日来往两班。1982年11月15日，随着上越新干线的开通和国铁时刻表的更改，“赤城”号升级为新特急列车。2002年，新特急的设定废止，“赤城号”改为特急列车运行。2023年3月起，停設自由席，停用“Swallow赤城”稱號。
列车名称“赤城”来源于目的地群马县中的赤城山。“Swallow赤城”中的“Swallow”（スワローズ），一方面是与英文燕子的发音相同，以燕子的迁徙比喻该列车在早晚高峰的通勤服务，另一方面，也与日语“座ろう”发音相同，意指全车都有坐席提供。

## 運行概況

### 停車站
上野站 - 赤羽站 - 浦和站 - 大宮站 - 上尾站 - 桶川站 - 北本站 - 鴻巢站 - 熊谷站 - 深谷站 - 本庄站 - 新町站 - 高崎站

### 使用車輛・編成
使用651系電車1000番台基本編成，以7輛編成運行。
2023年3月18日改點起，引入E257系5500番台（5輛編成・不設綠色車廂）。